# District 9
District 9 je sci-fi thriller z roku 2009, jehož režisérem byl Neill Blomkamp. Scénář napsal Blomkamp a Terri Tatchell a produkoval jej Peter Jackson. Ve filmu hraje Sharlto Copley roli Wikuse van de Merweho, afrického byrokrata, který má za úkol přemístit rasu mimozemských stvoření, kterou přezdívají „krevety“, z Okrsku 9 – vojensky hlídaného slumu v Johannesburgu do internačního tábora mimo město. Film byl v roce 2010 nominován na čtyři Oscary – za nejlepší film, nejlepší adaptovaný scénář, nejlepší vizuální efekty a nejlepší střih.

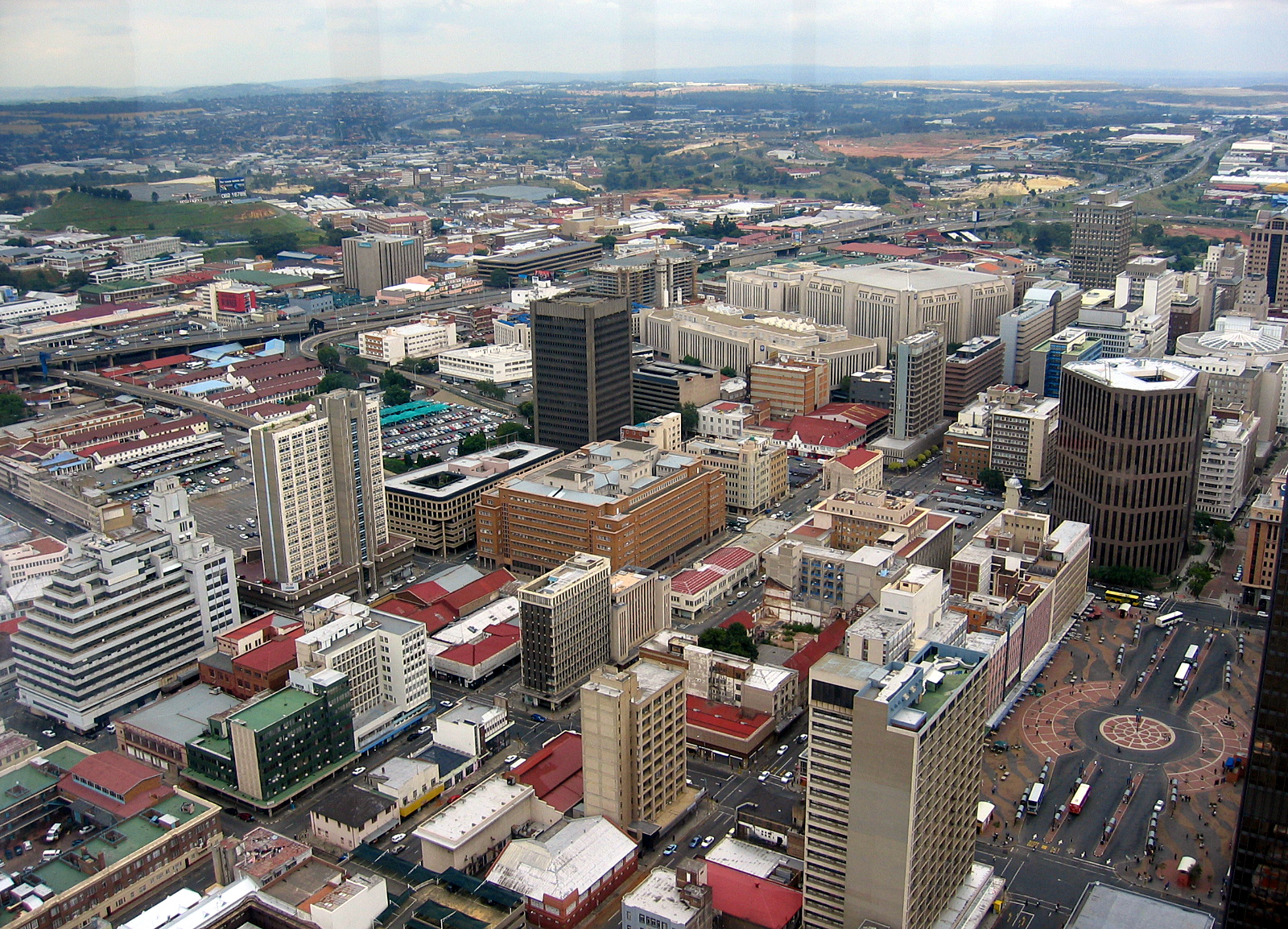
Děj filmu se odehrává v jihoafrickém městě Johannesburg.

Příběh byl adaptován podle krátkometrážního filmu režiséra Blomkampa a produkovaného Copleyem z roku 2005 Alive in Joburg. Zpracovává téma xenofobie a sociální segregace. Název filmu byl inspirován událostmi, které se odehrály v Okrsku Six v Kapském Městě během éry apartheidu. Rozpočet filmu byl 30 milionů dolarů a natáčel se Chiawele, Soweto. Marketingová kampaň začala již na San Diego Comic-Conu v roce 2008, ale trailer se dostal do médií v červenci 2009. Ve Spojených státech byl uveden 14. srpna 2009 a v České republice 17. října 2009.